# تکنیکال دث متال
تکنیکال دث متال (به انگلیسی: Technical death metal)، همچنین با نام پراگرسیو دث متال (به انگلیسی: Progressive Death metal) زیر شاخه‌ای از سبک دث متال است که بیشتر بر روی ساختار آهنگ و ریف و ریتم‌های پیچیده تمرکز کرده است. این نوع تجربه‌ها بر روی سبک دث متال، از اواخر دههٔ ۱۹۸۰ میلادی و توسط گروه‌هایی مانند دث، سینیک و آتئیست آغاز شده است.